# Monorail

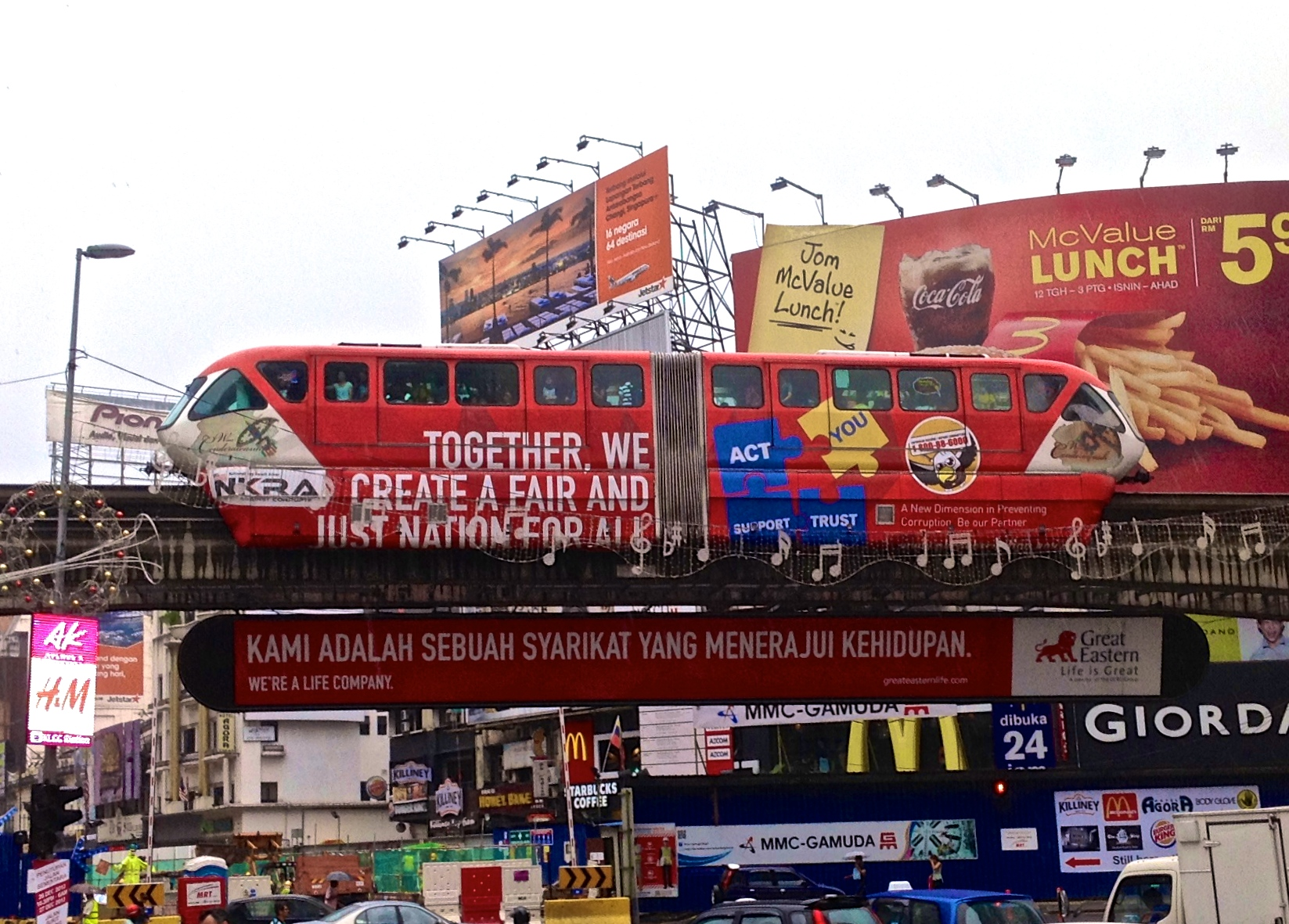
Le monorail de Kuala Lumpur.

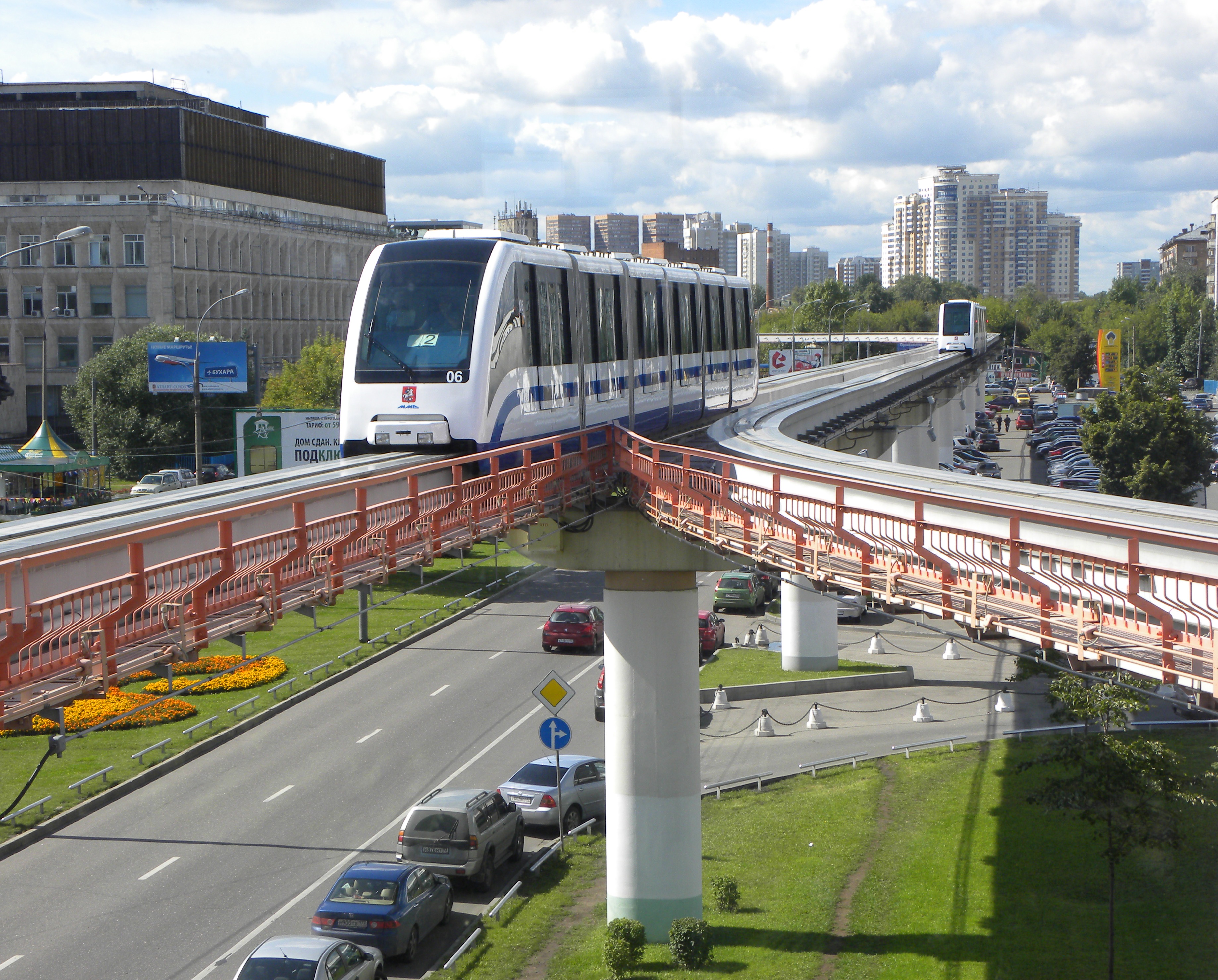
Le monorail de Moscou.

Un monorail est un système de transport guidé où les véhicules roulent sur une voie unique, un rail ou une poutre en béton. Par extension, le terme s'applique à tout type de véhicules utilisant un rail ou une poutre de guidage. Les véhicules monorail sont plus larges que la voie de guidage qui les supporte. Le terme monorail peut aussi désigner le véhicule lui-même. 
On peut distinguer trois types selon le placement des véhicules  : 
- en suspension sous le rail central, par exemple le monorail de Wuppertal
- à cheval sur un rail central, par exemple les monorails type Alweg
- circulant au-dessus de la voie de guidage, par exemple le monorail Urbanaut.

Dans les deux premiers cas, le rail de guidage est également voie de roulement ; dans le troisième cas le rail n'est que de guidage et le système peut utiliser différentes techniques de propulsion et de sustentation (roues, coussin d'air, sustentation magnétique…).
Les systèmes à câble ne sont pas considérés comme des monorails.  
La quasi-totalité des monorails sont réalisés sur un parcours aérien, mais les monorails peuvent également fonctionner à niveau, en sous-sol ou dans des tunnels de métro. 
Selon l'American Public Transportation Association (APTA), le monorail est un système de transport en commun constitué de véhicules supportés et guidés par une seule voie de guidage (rail ou poutre). Les principaux types de monorail sont les suivants :  
- supportés, dans lequel les véhicules chevauchent la voie de guidage ou sont supportés latéralement par elle ;

- en suspension, dans lequel les véhicules sont suspendus directement sous la voie de guidage (monorail symétrique) ou d’un côté (monorail asymétrique).

Les monorails sont stabilisés par un gyroscope, des rails aériens ou des roues de guidage latérales des deux côtés de la poutre.

## Les utilisations du monorail
La palette des utilisations des systèmes de monorail est très large, allant des systèmes hectométriques à vitesse lente (par exemple les navettes panoramiques des parcs zoologiques) aux systèmes de longues distances à grande vitesse (par exemple le projet d'aérotrain).
Dans le transport de passagers, le système de monorail est souvent utilisé comme une navette avec d'autres systèmes sur des itinéraires ou des circuits relativement courts (desserte d'aéroport ou de quartier), en navette interne (aéroport, parcs d'attraction, foire-exposition, par exemple), parfois pour la durée limitée d'un événement, plus rarement comme un système de métro. 
Un système de monorail peut également être utilisé comme transport d'objets, par exemple dans l'industrie comme système de manutention (ou convoyeur) pour déplacer des charges sur des rails fixés au plafond. Les charges peuvent être déplacées à la main ou le système peut être motorisé.

## Les technologies du monorail

### Le monorail à cheval sur rail central

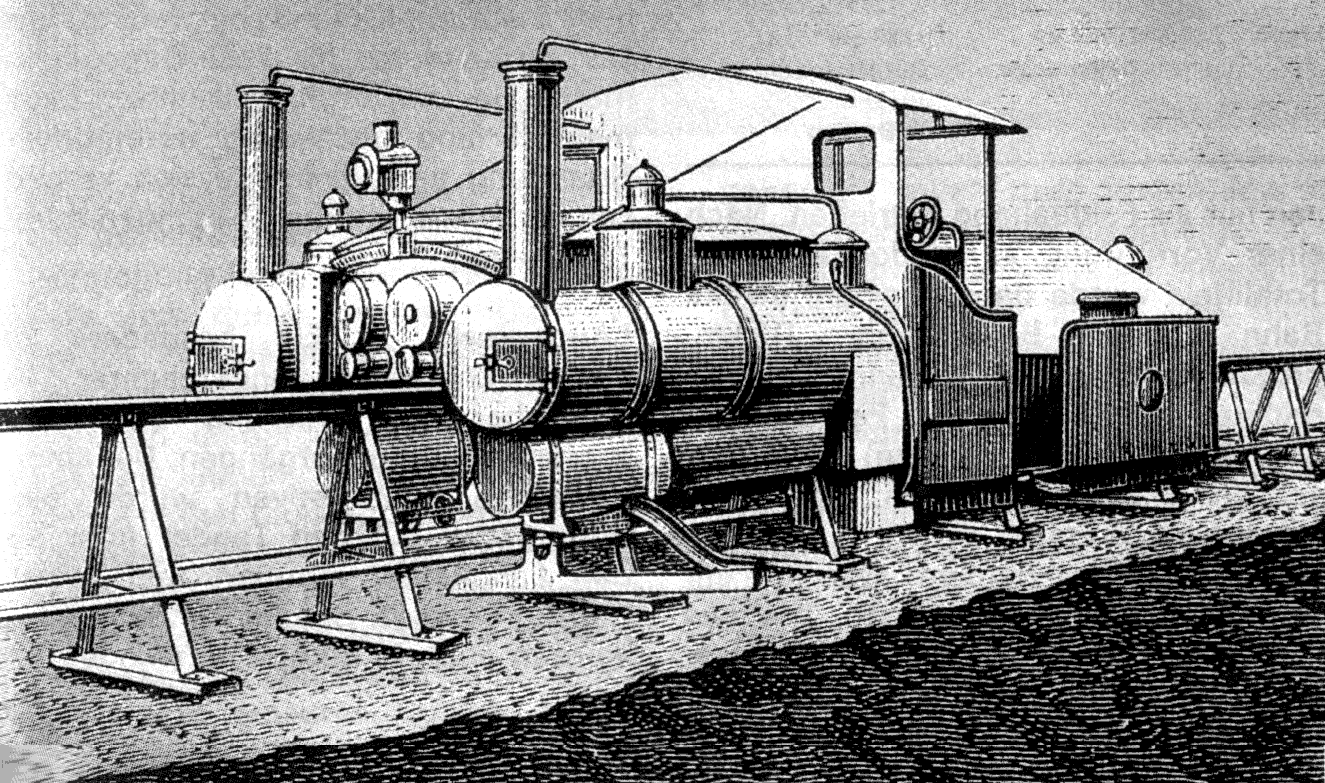
Monorail Lartigue en Irlande- 1888

Le monorail de Duchamp fut mis en service à l'exposition de Lyon en 1872 sur 1 km. Les wagons étaient à cheval sur la voie située à près de 4 m du sol et le principe de traction par câble était proche du téléphérique. Il transporta 3500 voyageurs par jour durant l'exposition.
Le monorail de Charles Lartigue dont le prototype roula en 1880 en Algérie pour transporter l'alfa fut sans doute le premier monorail fonctionnel sur grande distance soit 90 km. Sur ce principe, une ligne de démonstration à traction vapeur fut réalisée à Londres en 1886 et une autre de 15 km fut construite et exploitée en Irlande dans le comté de Kerry entre Listowel et Ballybunion de 1888 à 1924. Il donnait satisfaction mais sa fermeture fut une des conséquences de la guerre civile d'Irlande. Charles Lartigue construisit une autre ligne entre Feurs et Panissières dans le département de la Loire. Malheureusement, la construction plus légère que celle de l'Irlande et le caractère montagneux du tracé, ne permit pas sa mise en service malgré trois années d'essais infructueux. La ligne fut démontée et est, aujourd'hui, un sentier de randonnées.
Le principe du monorail surplombant son rail central est utilisé sur les monorails développés par la société allemande ALWEG, comme ceux de l'aéroport de Tokyo-Haneda ou de Seattle. Cette typologie se retrouve également dans les parcs Disney aux États-Unis.

### Le monorail suspendu
La stabilisation du monorail suspendu est simple : tout le véhicule, avec son centre de gravité, est situé au-dessous du point de sustentation.

### Le vrai monorail suspendu

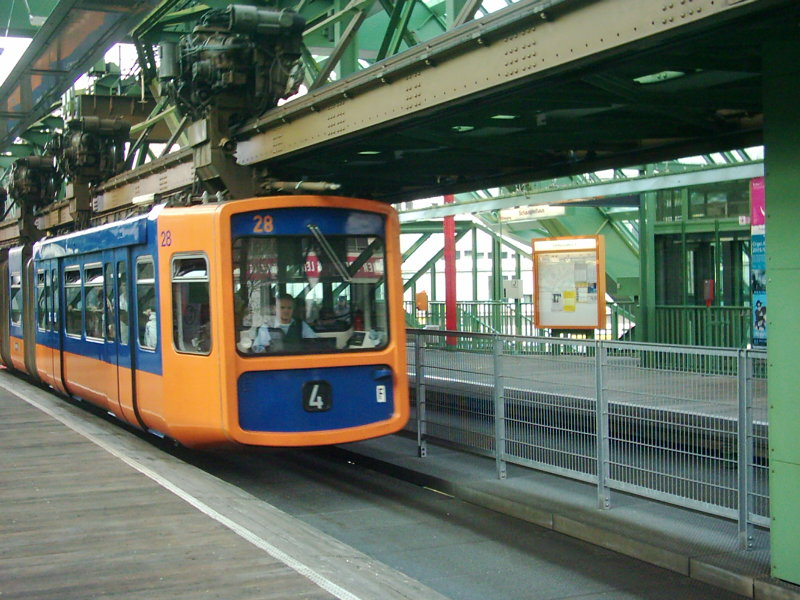
Wuppertaler Schwebebahn en station

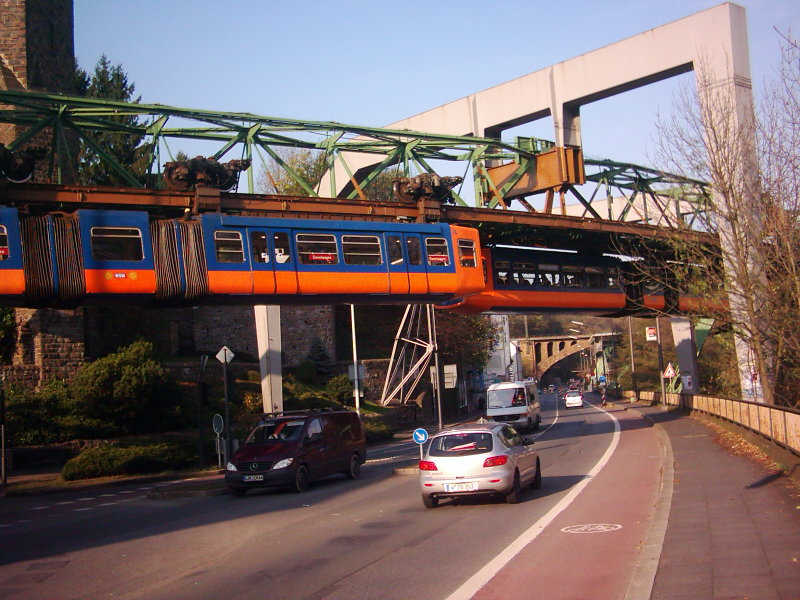
Wuppertaler Schwebebahn croisant une rue, avec une vue claire sur les boggies

Le monorail suspendu (Wuppertaler Schwebebahn) de Wuppertal, en Allemagne, qui date de 1901, est le plus ancien système de ce type encore en exploitation. Un autre existe à Dresde (Schwebebahn Dresden). 
Ce type de monorail s'apparente à un téléphérique (avec un bogie circulant sur le rail et une cabine suspendue sous le rail de guidage, à l'image du chariot du téléphérique circulant sur son câble porteur). Sur celui de Dresde, les deux voitures sont d'ailleurs tractées par un câble et circulent en va-et-vient sur une ligne gravissant une pente. Ce dernier appareil constitue une étape intermédiaire de l'évolution des remontées mécaniques entre le funiculaire et le téléphérique à va-et-vient.

### Le monorail suspendu à deux ornières

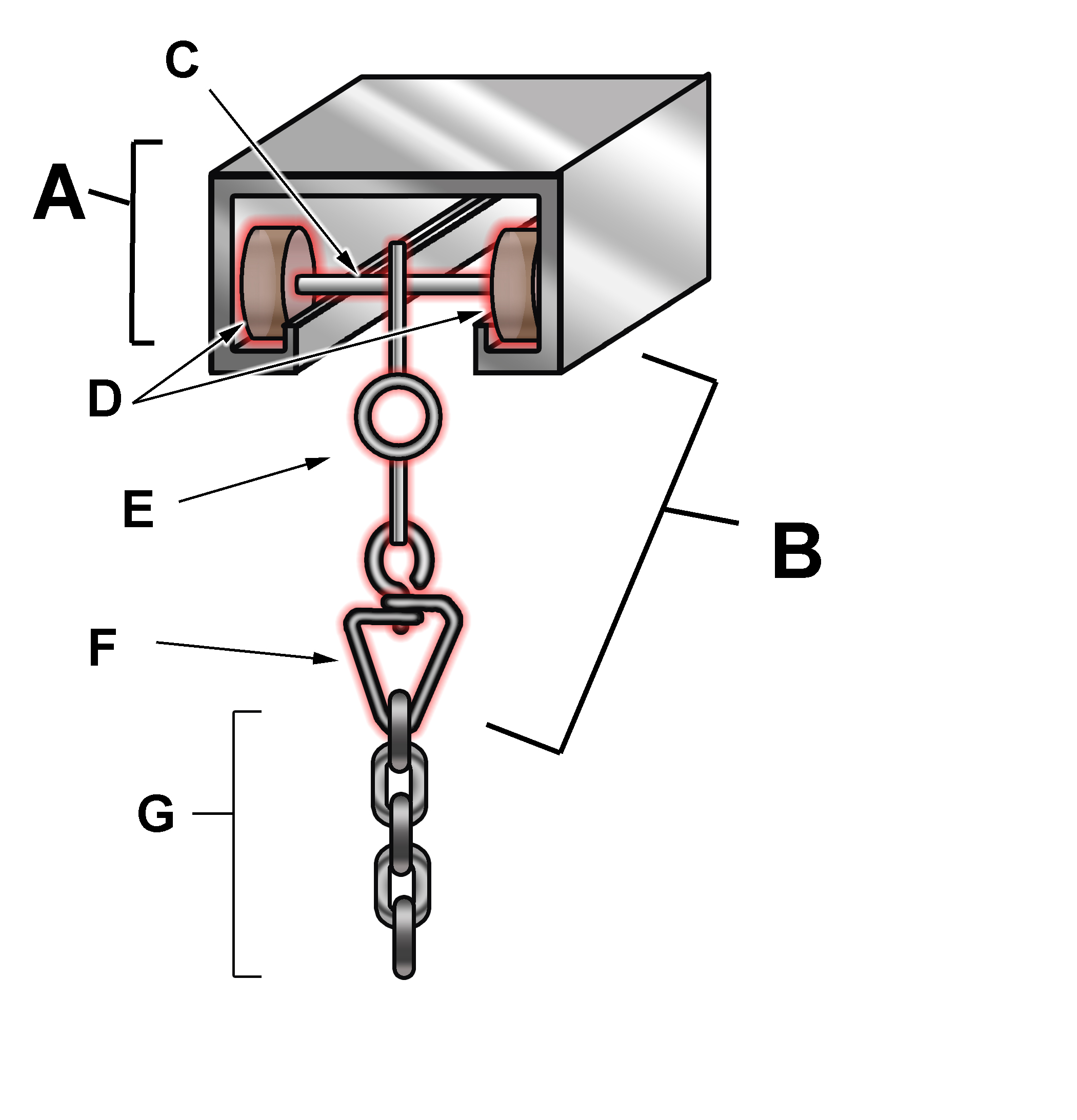
Principe du monorail à deux ornières démontré avec un tringle rail de rideau

On connait le principe des tringles rail pour suspendre des rideaux ou voilages : un rail creux dans lequel roule une paire de rouleaux auxquels est suspendu le rideau à travers une fente dans le bas du rail. 

#### La technologie de type SAFEGE

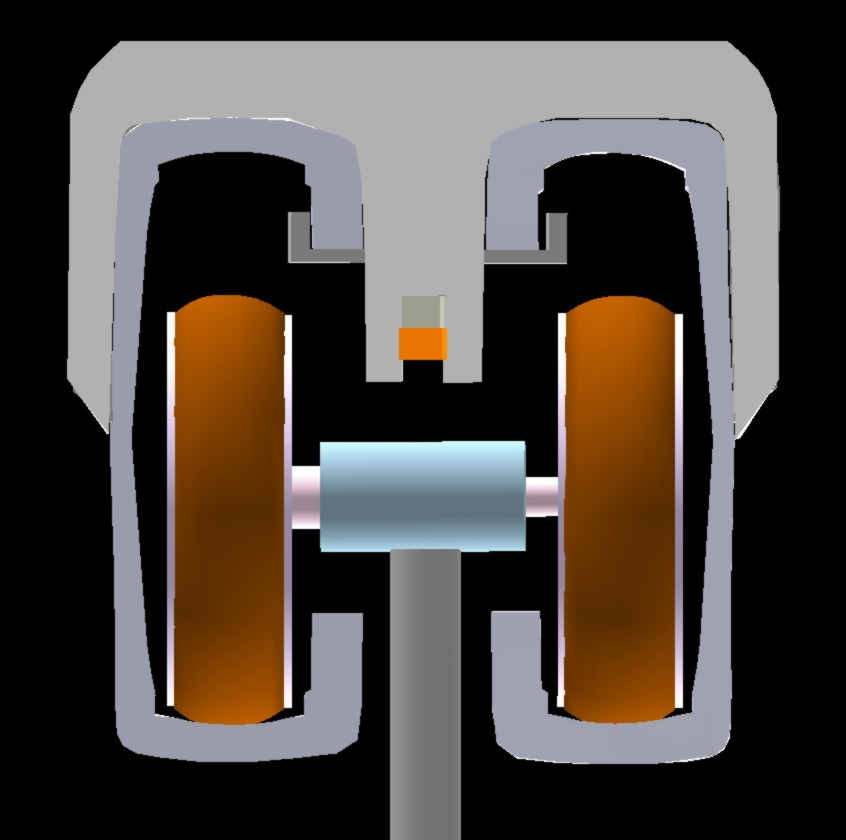
Coupe de principe d'un rail du système SAFEGE.

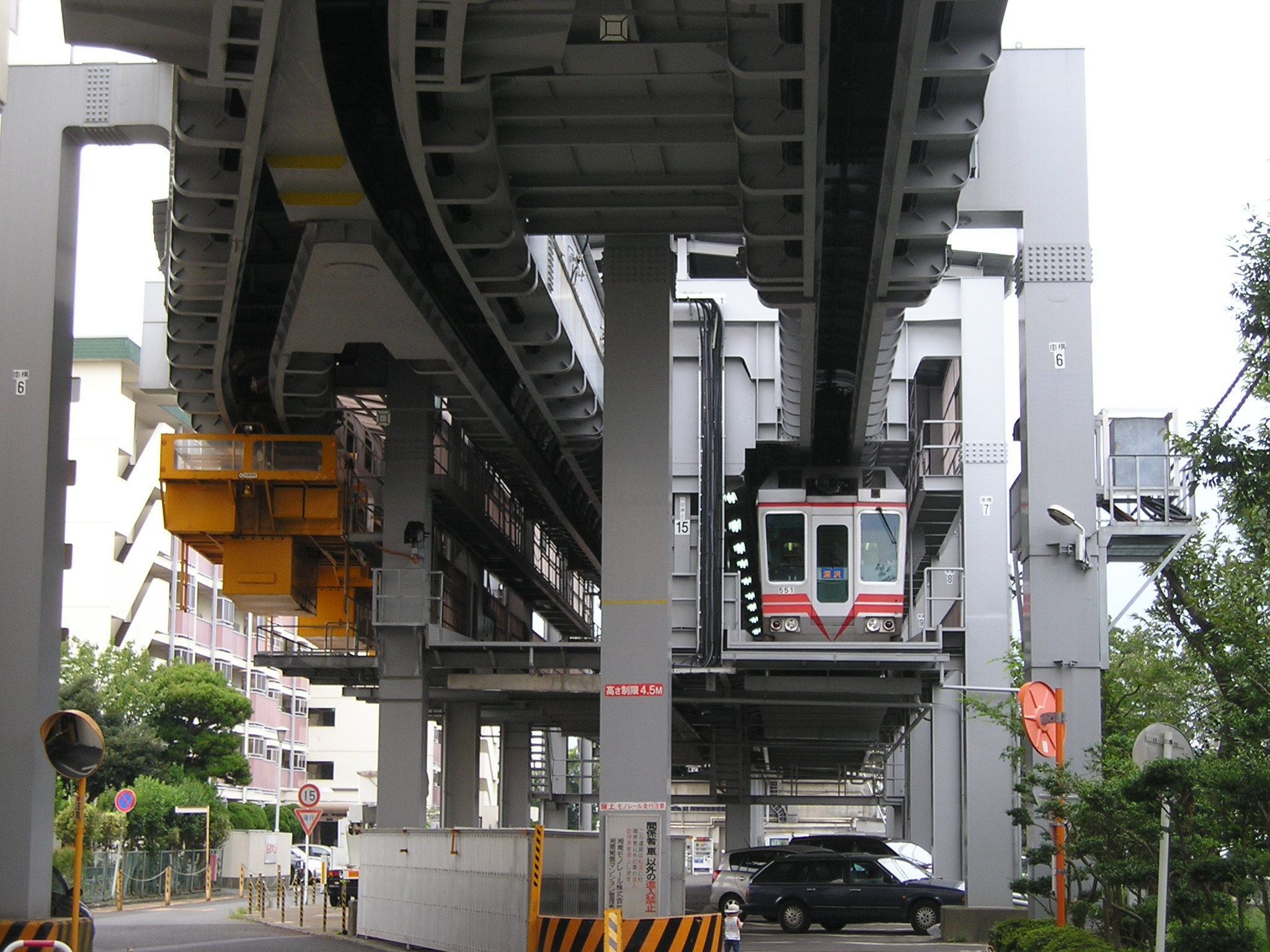
Monorail Shōnan à Kamakura (préfecture de Kanagawa), Japon.
Voir le système d'aiguillage.

Le système SAFEGE, du nom de l'entreprise Société Anonyme Française d'Étude de Gestion et d'Entreprises (SAFEGE), comporte un rail creux sous lequel sont suspendues les voitures. Les bogies du système de roulement sont internes au rail, donc à l'abri des intempéries. Les roues des bogies sont équipées de pneumatiques, selon un principe identique à celui du métro sur pneus (Ligne 1 du métro de Paris).
La suspension des caisses aux bogies, problème délicat en raison des mouvements parasites de lacet, galop... similaires à ceux rencontrés dans la liaison bogies / caisse du chemin de fer classique fut conçue par l'ingénieur en chef de la SNCF André Mauzin, grand spécialiste de ces questions.
En 1965, un projet de ligne de 3 km est lancé entre Charenton - Écoles et le carrefour de l'Échat à Créteil (repris depuis par la ligne 8 du métro de Paris). La technologie retenue est du type monorail suspendu. Le maître d'œuvre est SAFEGE, les voitures étant fabriquées par Renault à Choisy-le-Roi et propulsées par des moteurs produits par Alstom à Tarbes.
Les voitures comportaient un escalier de secours rétractable logé sous la cabine et accessible par une trappe d'évacuation située dans le plancher.
Une voie d'essai de 1 400 mètres fut construite sur le site de la société Baudin de Châteauneuf-sur-Loire, immortalisée dans le film de François Truffaut Fahrenheit 451.
Malgré l'avancement des études, le projet est abandonné en octobre 1966. La voiture prototype, après de multiples transferts, est stockée depuis lors sur la base militaire d'Orléans-Bricy par les soins de l'ARSATI. 
Diverses réalisations ont vu le jour au Japon à partir du principe SAFEGE. À Shōnan, au sud-ouest de Tokyo, le Monorail Shōnan fonctionne avec une ligne de 6,6 km depuis 1970. À Chiba, un réseau de deux  lignes pour une longueur totale 15,5 km a été ouvert en 1988.

#### SIPEM ou H-Bahn

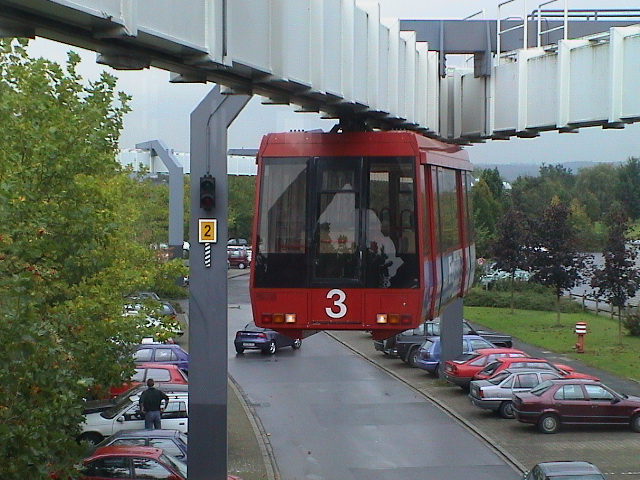
H-Bahn de Dortmund devant une bifurcation

Le Siemens People Mover (SIPEM) de Siemens est similaire au système SAFEGE en ce que tout contact entre cabine suspendue et le support se fait à l'intérieur d'une poutre creuse avec une fente au bas et par deux bogies de deux essieux à deux roues fixés à chaque cabine, ainsi n'étant pas un monorail au sens strict comme la Schwebebahn de Wuppertal; mais la poutre du SIPEM est plus petite que celle du système SAFEGE. Le "H" dans "H-Bahn" vient du mot allemand "hängend", ce qui signifie "suspendu". 
Il y en a deux installations existantes en service, la première sur le campus de l'université technique de Dortmund portant la désignation H-Bahn, l'autre nommé SkyTrain de Düsseldorf liant l'aéroport international de Düsseldorf avec des parkings et la gare de l'aéroport de Düsseldorf. 

#### Les systèmes à propulsion magnétique
Plusieurs inventeurs se succèdent dans la première moitié du XXe siècle pour imaginer la technologie de la sustentation magnétique et déposer les premiers brevets. C'est Eric Laithwaite qui en 1950 est l'inventeur de la sustentation magnétique tandis que l'Aérotrain utilise un coussin d'air. En 1966 James Powell et Gordon Dandy obtiennent le premier brevet pour le Maglev. En 1968 James Powell perfectionne la sustentation magnétique par aimants et dessine le prototype d'un chemin de fer magnétique.

### Avantages et inconvénients des monorails

#### Avantages
La voie étant moins large que le véhicule permet de construire des systèmes avec une esthétique futuriste.

#### Inconvénients
La complexité des aiguillages du monorail : chaque aiguillage fait partie d'un pont transbordeur ou d'une plaque tournante qui nécessite la mise en mouvement (par translation ou retournement) d’un ensemble massif comprenant un ou deux tronçons de poutre, ce qui implique un temps de manœuvre important. Différentes solutions existent à cette difficulté, voir le site de la Monorail Society décrivant des systèmes en exploitation. 
Les organes de roulement - guidage nécessite plus de roues, engendrant souvent du bruit et un inconfort pour les passagers dans les courbes.
L'évacuation des passagers en ligne, en cas de panne, d'accident ou d'incendie, est également rendue difficile, voire impossible, par l'absence de passerelles d'évacuation. Lorsqu'une obligation de parcours d'évacuation protégé est inscrite dans les normes concernant les transports urbains guidés, toute implantation de monorail devient difficile du fait des coûts supplémentaires nécessaires. Dans la plupart des cas, la procédure lorsqu'une rame s'arrête pour cause d'urgence, c'est d'amener une rame de secours sur place afin d'effectuer le transfert des passagers de véhicule à véhicule. Mais la méthode n'est pas rapide, peut se révéler imprécise et stressante pour les voyageurs.

## Histoire des monorails

### Des débuts difficiles, à cheval et à vapeur, surtout au sol et pour le transport de marchandises
L'histoire du monorail remonte au début du XIXe siècle lorsqu'en 1815 Joseph von Baader (1763-1835) obtient un brevet pour la construction de voies ferrées avec un ou deux rails dans le but d'obtenir un bon guidage et de diminuer la friction. Les premiers monorails sont tirés par des chevaux, le plus souvent utilisés pour des transports de marchandises. En 1824 Henry Robinson Palmer (1795-1844), ingénieur de la Compagnie des docks de Londres, obtient un brevet pour un monorail suspendu pour marchandises. C'est Henry Robinson Palmer  qui en 1825 fera construire un monorail à Cheshunt pour le transport de briques, mais aussi pour des passagers, une première mondiale. Divers monorails à vapeur seront construits dans le monde à la suite, essentiellement pour le transport de marchandises. Ces véhicules monorails roulaient au sol. 

#### Les débuts de l'ère électrique
Toujours au sol, les premières expériences de monorails électriques se situent en 1884, à Paris et à New-York. Le premier monorail suspendu au monde est, en 1886, le Enos Electric Railway à Greenville (New Jersey), mais il n'aura pas de suite immédiate. 
La construction de monorails passe à une ère industrielle lorsqu'est créée la société suisse Ludwig von Roll & Cie. La société jouera un rôle important dans le domaine des transports, y compris des monorails. En 1892, l'Autrichien Konrad Doppelmayr fonde son entreprise de construction de moyens de transport. C'est à partir de 1894 que commencent véritablement l'histoire du transport de passagers par monorails, d'abord à New-York, ensuite à Moscou. 
L'année 1901 voit la mise en service de la Wuppertaler Schwebebahn, construite par Eugen Langen. Ce monorail suspendu circule sur une distance de 13,3 km. Le monorail de Dresde, également inauguré en 1901, est en fait un funiculaire suspendu d'une longueur de 274 m avec deux cabines. Aucun autre système ne sera construit durablement.
Beaucoup de systèmes de monorail sont inventés au cours de la première moitié du XXe siècle, rares sont ceux qui parviennent à fonctionner en exploitation commerciale. Les entreprises créées ne survivront que grâce à la construction de téléphériques, funiculaires et autres systèmes à câble.

#### Une curieuse technologie abandonnée, le monorail gyroscopique

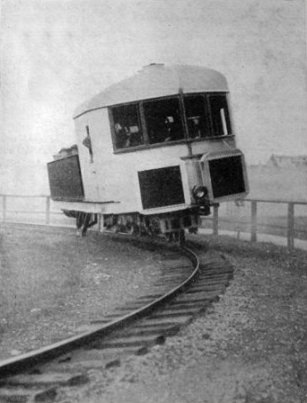
Monorail gyroscopique de L. Brennan ou Scherl (1907).

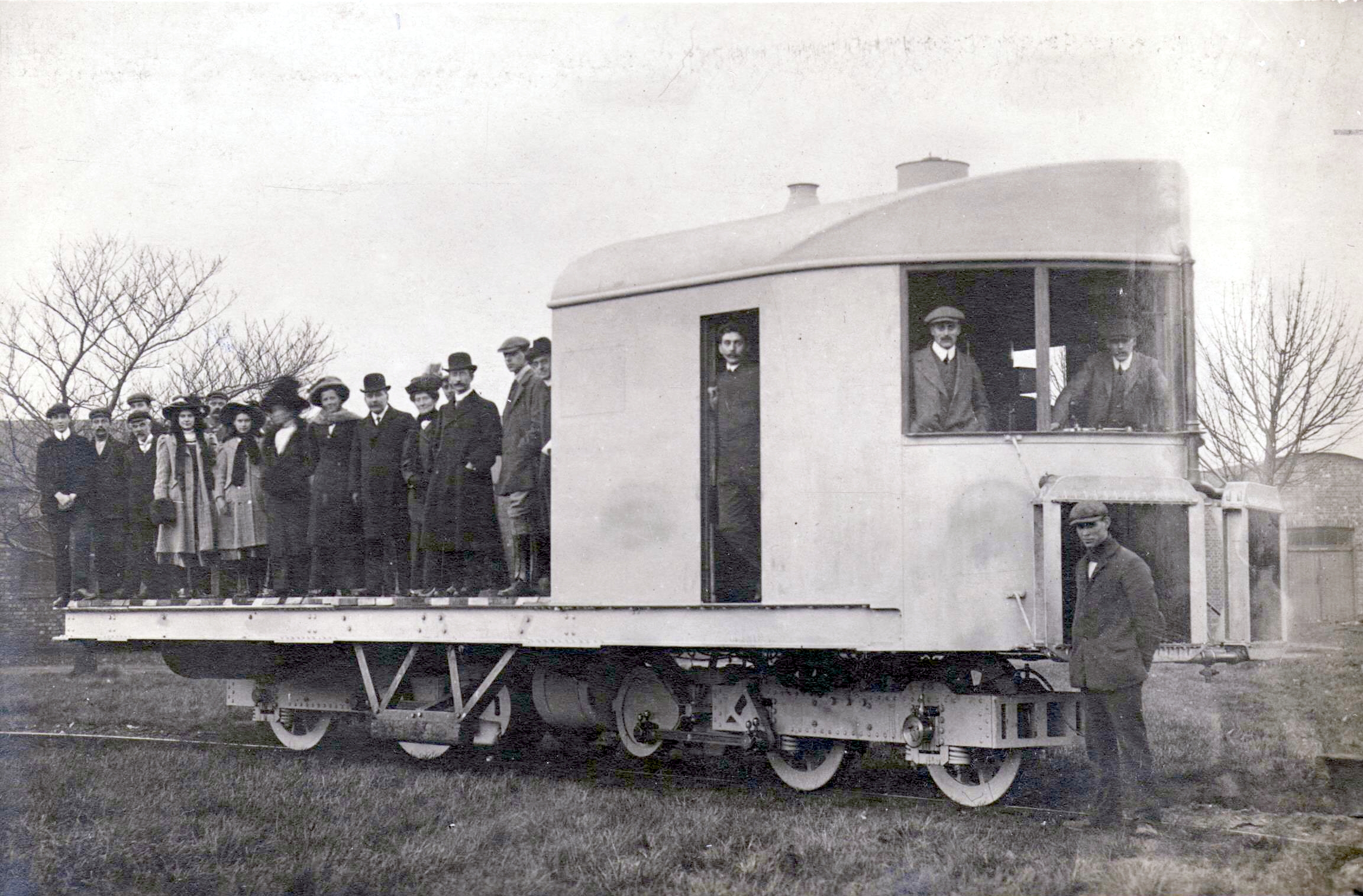
Monorail gyroscopique de L. Brennan ou Scherl (1907).

Trois systèmes ont été développés au début du XXe siècle, par Louis Brennan en Angleterre, Paul Fröhlich et Emil Falcke en Allemagne (financé par August Scherl, qui lui donnait le nom) et Piotr Schilovski, encore en Angleterre. 
Le principe est connu de la bicyclette et la motocyclette, où la rotation des roues a déjà des effets stabilisateurs. Mais quand un cycliste peut faire des petits écarts pour rétablir son équilibre, un véhicule sur un rail rigide nécessite dans tous les cas un gyroscope séparé pour se tenir debout.

### Le décollage, en aérien, seconde moitié du XXesiècle

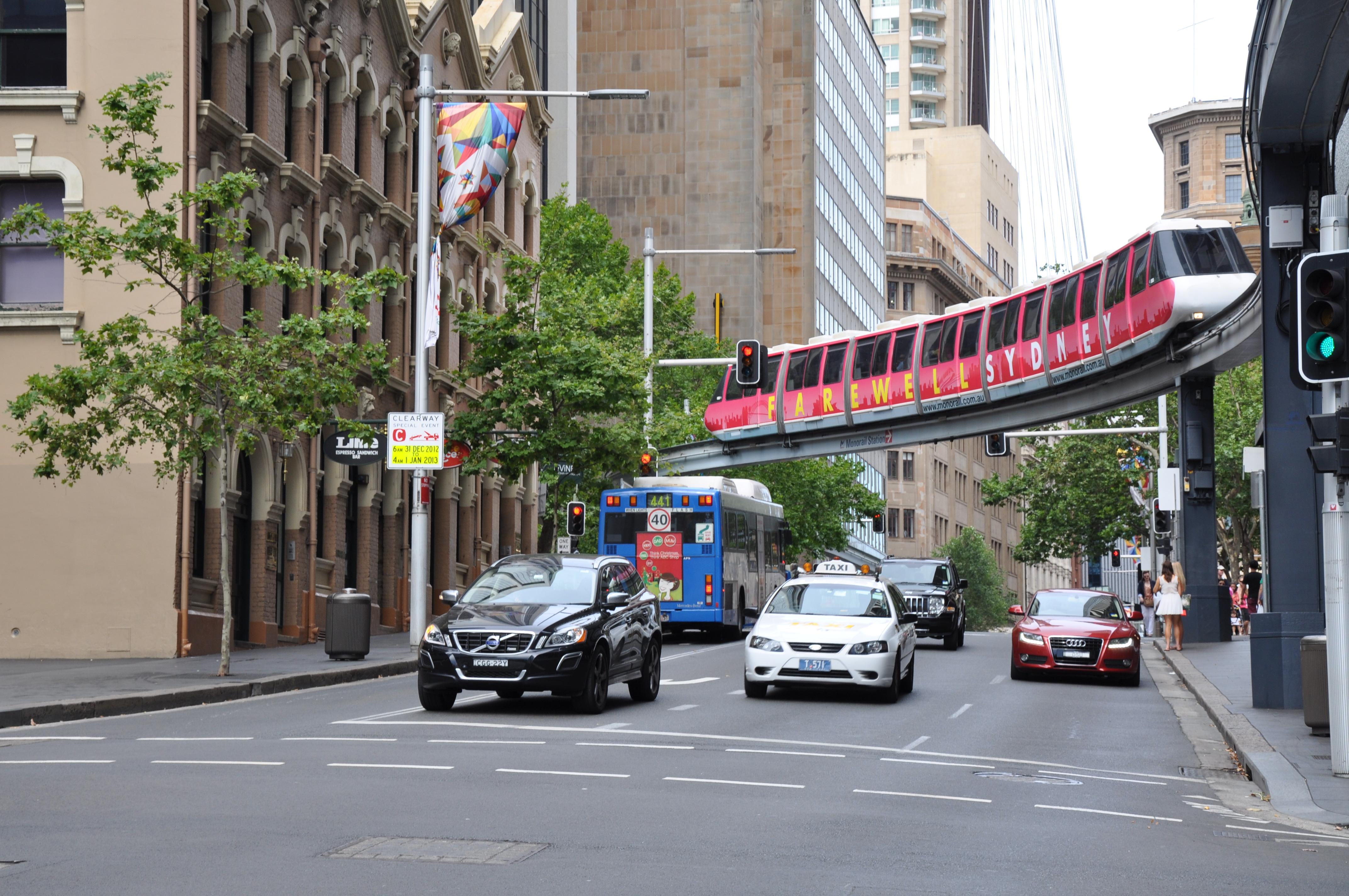
Le monorail de Sydney, aujourd'hui disparu.

Willy Habegger (1918-2002) fonde son entreprise en 1943 qui construit les premiers téléphériques pour marchandises, puis pour passagers. La société développera en 1960 avec Von Roll un monorail à cheval de petit format qui sera en fonctionnement lors de plusieurs expositions. Von Roll fera l'acquisition d'Habegger plus tard.
Le suédois Axel Lennart Wenner-Gren (ALWEG) construit en 1952 un monorail pouvant atteindre 160 km/h sur un tracé ovale. Le projet sera développé en 1957 sur la base des expériences de 1952 et acheté par la Walt Disney Company en 1959 pour ses parcs d'attractions. Les monorails décollent enfin, y compris au Japon. Le premier monorail japonais circule dans le jardin zoologique Ueno de Tokyo en 1957. C'est une version modernisée de la Schwebebahn de Wuppertal. En 1962, c'est un monorail du type Alweg qui est mis en service à Seattle. En 1964, c'est également un système Alweg qui sera utilisé pour le monorail de Tokyo inauguré entre la gare de Hamamatsucho et l'aéroport de Haneda avec 17.8 km de voies doubles, 20 trains de six véhicules à la vitesse maximale de 90 km/h.
En 1965 Lucien Chadenson de La Société Anonyme Française d'Étude de Gestion et d'Entreprises (SAFEGE) procède aux essais d'un monorail suspendu sur une piste de 1400 m à Châteauneuf-sur-Loire. Le rail est creux et les bogies, équipés de pneumatiques, circulent à l'intérieur d'un caisson à l'abri des intempéries. Si le projet est abandonné en France en 1966, il sera repris au Japon à Shönan (Tokyo) (6.6 km) depuis 1970 et à Chiba (15.5 km) en 1988.
En 1967 Jean Bertin développe l'Aérotrain et l'expérimente sur une voie d'essai de 6.7 km entre Gometz-la-Ville et Limours pour des trains à grande vitesse sur coussin d'air. Il développe deux véhicules : l'Aérotrain 01, l'Aérotrain 02 et l'Aérotrain S44. Il créera notamment une deuxième voie d'essai cette fois en viaduc pour tester deux nouveaux prototype : le Aérotrain I80 250 et le Aérotrain I80 HV. Ces véhicules sur coussin d'air battront des records de vitesse. Le projet est abandonné à cause de l'arrivée du TGV jugé plus écologique et ayant une capacité plus importante. Louis Duthion dépose en 1961 le brevet du coussin d'air. 
En 1980 Julio Pinto Silva, ingénieur espagnol, présente un modèle réduit de monorail construit par Eurotren Monoviga qui sera réalisé en grandeur nature à Séville sur 2,4 km (1989).
En 1984 inauguration à Birmingham du premier Maglev (Magnetic Levitation) remplacé en 2003 pour des raisons d'usure du matériel par le SkyRail reliant l'aéroport à la gare centrale et au centre d'exposition. Le SkyRail est un monorail de 585 m de technologie Doppelmayr Cable Car et tracté par câble. En 1984 également est inauguré à Dortmund un monorail suspendu (H-Bahn) de type Safege entièrement automatique. Siemens développe le concept, sous le nom commercial de  Siemens People Mover (Sipem). Un Sipem est inauguré à Düsseldorf en 2002, puis Siemens arrête son développement.
En 1986 à l'occasion de l'Exposition universelle de 1986, Vancouver fait construire un monorail par Bombardier, von Roll et Adtranz sur une distance de 5.4 km. Le tracé est double avec boucle de retournement. 10 rames de 9 voitures circulent.
En 1988 à l’occasion du bicentenaire de l'Australie, la ville de Sydney se dote d'un monorail construit par von Roll-Habegger. Le système sera démantelé en 2013.
L'idée d'un système guidé par monorail au sol est reprise dans les années 80 avec l'équipement de bus avec pour objectif de remplacer les tramways ou les chemins de fer à moindre coût. Un système fonctionnera à Adelaïde. Nancy expérimentera un système Bombardier en 2002, qui sera remplacé en 2018 par un tramway classique. En 2006, un système Translohr est mis en service à Clermont-Ferrand. Les expérimentations actuelles se tournent plutôt actuellement vers les techniques par guidage optique. 
En 1996, invention d'un type de monorail suspendu latéralement, le Système 21.

## Les constructeurs de monorails
Les premiers fabricants de monorail furent progressivement intégrés à de plus grandes sociétés. Von Roll qui aura mis en service une vingtaine de monorails dans le monde, vend en 1994 sa division monorail à AEG qui devient Adtranz en 1996 et qui sera repris par Bombardier en 2001, pourtant déjà constructeur de monorails avec un autre système.